# Meidericher Spielverein Duisburg 1995-1996
Questa voce raccoglie le informazioni riguardanti il Meidericher Spielverein Duisburg nelle competizioni ufficiali della stagione 1995-1996.

## Stagione
Nella stagione 1995-1996 il Duisburg, allenato da Hans Bongartz e Friedhelm Funkel, concluse il campionato di 2. Bundesliga al 3º posto e fu promosso in Bundesliga. In Coppa di Germania il Duisburg fu eliminato al primo turno dal Bayer Leverkusen.

## Rosa
| N. |                        | Ruolo | Calciatore        |
| -- | ---------------------- | ----- | ----------------- |
| 2  | Germania (bandiera)    | D     | Joachim Hopp      |
| 3  | Germania (bandiera)    | C     | Dietmar Hirsch    |
| 4  | Germania (bandiera)    | D     | Torsten Wohlert   |
| 5  | Paesi Bassi (bandiera) | D     | Alfred Nijhuis    |
| 6  | Germania (bandiera)    | D     | Oliver Westerbeek |
| 8  | Germania (bandiera)    | A     | Markus Osthoff    |
| 9  | Togo (bandiera)        | A     | Bachirou Salou    |
| 10 | Germania (bandiera)    | C     | Dirk Anders       |
| 11 | Germania (bandiera)    | A     | Marcus Marin      |
| 13 | Germania (bandiera)    | D     | Markus Reiter     |

| N. |                     | Ruolo | Calciatore             |
| -- | ------------------- | ----- | ---------------------- |
| 16 | Germania (bandiera) | C     | Marc Kienle            |
| 17 | Germania (bandiera) | C     | Thomas Puschmann       |
| 19 | Germania (bandiera) | A     | Alexander Löbe         |
| 21 | Germania (bandiera) | C     | Thomas Vana            |
|    | Germania (bandiera) | P     | Holger Gehrke          |
|    | Germania (bandiera) | P     | Martin Pieckenhagen    |
|    | Germania (bandiera) | D     | Stefan Emmerling       |
|    | Germania (bandiera) | C     | Ferenc Schmidt         |
|    | Germania (bandiera) | C     | Rainer Schütterle      |
|    | Germania (bandiera) | C     | Franz-Josef Steininger |

## Organigramma societario
Area tecnica
- Allenatore: Friedhelm Funkel
- Allenatore in seconda:
- Preparatore dei portieri:
- Preparatori atletici:

## Calciomercato

### Sessione estiva
| Acquisti | Acquisti         | Acquisti            | Acquisti |
| R.       | Nome             | da                  | Modalità |
| -------- | ---------------- | ------------------- | -------- |
| C        | Thomas Vana      | Bayer Leverkusen    |          |
| D        | Stefan Emmerling | Hannover 96         |          |
| C        | Dietmar Hirsch   | Borussia M'gladbach |          |
| C        | Marc Kienle      | Stoccarda           |          |
| A        | Bachirou Salou   | Borussia M'gladbach |          |

| Cessioni | Cessioni        | Cessioni        | Cessioni |
| R.       | Nome            | a               | Modalità |
| -------- | --------------- | --------------- | -------- |
| C        | Rachid Azzouzi  | Fortuna Colonia |          |
| C        | Stefan Böger    | Fortuna Colonia |          |
| A        | Robert Cirjak   | Bocholt         |          |
| D        | Murat Jasarević | Hannover 96     |          |
| A        | Peter Közle     | Bochum          |          |
| A        | Mario Krohm     | SC Jülich 1910  |          |
| P        | Jürgen Rollmann | Werder Brema    |          |
| C        | Alois Schwartz  | Rot-Weiss Essen |          |
| C        | Igor' Šalimov   | Lugano          |          |
| C        | Uwe Weidemann   | Schalke 04      |          |

### Sessione invernale
| Acquisti | Acquisti    | Acquisti       | Acquisti |
| R.       | Nome        | da             | Modalità |
| -------- | ----------- | -------------- | -------- |
| C        | Dirk Anders | Kaiserslautern |          |

| Cessioni | Cessioni | Cessioni | Cessioni |
| R.       | Nome     | a        | Modalità |
| -------- | -------- | -------- | -------- |

## Risultati

### 2. Bundesliga

#### Girone di andata
| Duisburg 4 agosto 1995, ore 20:15 CEST 1ª giornata | Duisburg  | 0 – 0 referto | Bochum | Wedaustadion (16 000 spett.)\| Arbitro: \| Habermann \| |
| Arbitro:                                           | Habermann |               |        |                                                         |

| Arbitro: | Haupt |

|                          |           |                     |
| Harttgen 15’ Kovacec 88’ | Marcatori | 45’ Marin 90’ Salou |

| Arbitro: | Aust |

|                           |           |             |
| Westerbeek 24’ Hirsch 64’ | Marcatori | 82’ Aerdken |

| Arbitro: | Hauer |

|                 |           |                         |
| Rische 47’, 52’ | Marcatori | 39’ Salou 88’ Puschmann |

| Arbitro: | Wack |

|                                   |           |  |
| Wohlert 56’ Marin 67’ Schmidt 70’ | Marcatori |  |

| Arbitro: | Koop |

|            |           |             |
| Thoben 90’ | Marcatori | 48’ Osthoff |

| Arbitro: | Byernetzky |

|                    |           |  |
| Löbe 12’ Salou 57’ | Marcatori |  |

| Norimberga 15 settembre 1995, ore 20:00 CEST 8ª giornata | Norimberga | 0 – 0 referto | Duisburg | Frankenstadion (22 200 spett.)\| Arbitro: \| Fandel \| |
| Arbitro:                                                 | Fandel     |               |          |                                                        |

| Arbitro: | Albrecht |

|                    |           |                  |
| Marin 5’ Salou 36’ | Marcatori | 20’ Hey 76’ Beck |

| Arbitro: | Dardenne |

|  |           |                         |
|  | Marcatori | 28’ Schütterle 76’ Vana |

| Arbitro: | Frey |

|                           |           |           |
| Schütterle 39’ Hirsch 45’ | Marcatori | 85’ Reich |

| Arbitro: | Leimert |

|            |           |                       |
| Hartig 32’ | Marcatori | 3’ Nijhuis 53’ Kienle |

| Arbitro: | Fischer |

|                                         |           |               |
| Vana 38’ Marin 66’ Nijhuis 75’ Löbe 85’ | Marcatori | 68’ Hutwelker |

| Arbitro: | Wack |

|            |           |  |
| Hecker 45’ | Marcatori |  |

| Arbitro: | Habermann |

|                |           |            |
| Schütterle 57’ | Marcatori | 40’ Walter |

| Arbitro: | Koop |

|  |           |           |
|  | Marcatori | 79’ Marin |

| Arbitro: | Müller |

|          |           |             |
| Löbe 68’ | Marcatori | 19’ Reichel |

#### Girone di ritorno
| Arbitro: | Merk |

|  |           |             |
|  | Marcatori | 10’ Wohlert |

| Arbitro: | Schütz |

|                                         |           |  |
| Marin 20’ Salou 30’ Vana 44’ Kienle 50’ | Marcatori |  |

| Arbitro: | Fischer |

|                    |           |          |
| Jurgeleit 39’, 86’ | Marcatori | 61’ Vana |

| Arbitro: | Kemmling |

|                                                              |           |              |
| Marin 68’, 73’ Schütterle 71’ Salou 87’ Wulftange 89’ (aut.) | Marcatori | 69’ Hoffmann |

| Arbitro: | Pohlmann |

|             |           |  |
| Kirsten 88’ | Marcatori |  |

| Arbitro: | Wezel |

|                               |           |             |
| Marin 6’ Salou 80’ Anders 89’ | Marcatori | 43’ Schulte |

| Arbitro: | Scheuerer |

|           |           |  |
| Kovač 43’ | Marcatori |  |

| Arbitro: | Keßler |

|           |           |             |
| Marin 80’ | Marcatori | 17’ Baumann |

| Arbitro: | Fleischer |

|         |           |            |
| Hey 12’ | Marcatori | 69’ Hirsch |

| Arbitro: | Byernetzky |

|  |           |               |
|  | Marcatori | 5’, 51’ Marić |

| Arbitro: | Friedrichs |

|                                          |           |            |
| Stammann 35’ Meißner 76’ Kapetanović 89’ | Marcatori | 86’ Anders |

| Arbitro: | Casper |

|            |           |          |
| Hirsch 55’ | Marcatori | 40’ Lust |

| Arbitro: | Blumenstein |

|                     |           |                                                |
| Zimmermann 22’, 31’ | Marcatori | 12’ (aut.) Schneider 52’ Marin 83’, 89’ Anders |

| Arbitro: | Buchhart |

|            |           |  |
| Anders 85’ | Marcatori |  |

| Arbitro: | Fandel |

|                           |           |                         |
| Walter 6’ Molata 53’, 70’ | Marcatori | 45’ Puschmann 57’ Marin |

| Arbitro: | Heynemann |

|  |           |                            |
|  | Marcatori | 3’ Demandt 48’, 65’ Ziemer |

| Arbitro: | Keßler |

|             |           |                                   |
| Gerlach 13’ | Marcatori | 9’ Salou 37’ Marin 90’ Schütterle |

### Coppa di Germania
| Arbitro: | Kasper |

|  |           |                        |
|  | Marcatori | 73’ Kirsten 88’ Völler |

## Statistiche

### Statistiche di squadra
| Competizione      | Punti | In casa | In casa | In casa | In casa | In casa | In casa | In trasferta | In trasferta | In trasferta | In trasferta | In trasferta | In trasferta | Totale | Totale | Totale | Totale | Totale | Totale | DR  |
| Competizione      | Punti | G       | V       | N       | P       | Gf      | Gs      | G            | V            | N            | P            | Gf           | Gs           | G      | V      | N      | P      | Gf     | Gs     | DR  |
| ----------------- | ----- | ------- | ------- | ------- | ------- | ------- | ------- | ------------ | ------------ | ------------ | ------------ | ------------ | ------------ | ------ | ------ | ------ | ------ | ------ | ------ | --- |
| 2. Bundesliga     | 56    | 17      | 9       | 6       | 2       | 32      | 16      | 17           | 6            | 5            | 6            | 23           | 21           | 34     | 15     | 11     | 8      | 55     | 37     | +18 |
| Coppa di Germania | -     | 1       | 0       | 0       | 1       | 0       | 2       | 0            | 0            | 0            | 0            | 0            | 0            | 1      | 0      | 0      | 1      | 0      | 2      | -2  |
| Totale            | 56    | 18      | 9       | 6       | 3       | 32      | 18      | 17           | 6            | 5            | 6            | 23           | 21           | 35     | 15     | 11     | 9      | 55     | 39     | +16 |

### Andamento in campionato
| Giornata  | 1 | 2  | 3 | 4 | 5 | 6 | 7 | 8 | 9 | 10 | 11 | 12 | 13 | 14 | 15 | 16 | 17 | 18 | 19 | 20 | 21 | 22 | 23 | 24 | 25 | 26 | 27 | 28 | 29 | 30 | 31 | 32 | 33 | 34 |
| --------- | - | -- | - | - | - | - | - | - | - | -- | -- | -- | -- | -- | -- | -- | -- | -- | -- | -- | -- | -- | -- | -- | -- | -- | -- | -- | -- | -- | -- | -- | -- | -- |
| Luogo     | C | T  | C | T | C | T | C | T | C | T  | C  | T  | C  | T  | C  | T  | C  | T  | C  | T  | C  | T  | C  | T  | C  | T  | C  | T  | C  | T  | C  | T  | C  | T  |
| Risultato | N | N  | V | N | V | N | V | N | N | V  | V  | V  | V  | P  | N  | V  | N  | V  | V  | P  | V  | P  | V  | P  | N  | N  | P  | P  | N  | V  | V  | P  | P  | V  |
| Posizione | 8 | 11 | 7 | 9 | 5 | 6 | 3 | 4 | 4 | 4  | 3  | 2  | 2  | 2  | 2  | 2  | 2  | 2  | 2  | 3  | 2  | 2  | 2  | 2  | 2  | 2  | 3  | 3  | 4  | 3  | 2  | 3  | 3  | 3  |

Legenda:

Luogo: C = Casa; T = Trasferta. Risultato: V = Vittoria; N = Pareggio; P = Sconfitta.

### Statistiche dei giocatori
!! colspan="4" | Totale

| Giocatore       | 2. Bundesliga | 2. Bundesliga | 2. Bundesliga | 2. Bundesliga | Coppa di Germania D. Anders | Coppa di Germania D. Anders | Coppa di Germania D. Anders | Coppa di Germania D. Anders | 13       | 5    | 3           | 0          | 0 | 0 | 0 | 0 | 13 | 5 | 3 | 0 |
| Giocatore       | Presenze      | Reti          | Ammonizioni   | Espulsioni    | Presenze                    | Reti                        | Ammonizioni                 | Espulsioni                  | Presenze | Reti | Ammonizioni | Espulsioni |   |   |   |   |    |   |   |   |
| S. Emmerling    | 32            | 0             | 11            | 0             | 1                           | 0                           | 0                           | 0                           | 33       | 0    | 11          | 0          |   |   |   |   |    |   |   |   |
| H. Gehrke       | 24            | 0             | 0             | 0             | 1                           | 0                           | 0                           | 0                           | 25       | 0    | 0           | 0          |   |   |   |   |    |   |   |   |
| D. Hirsch       | 31            | 4             | 8             | 1             | 1                           | 0                           | 0                           | 0                           | 32       | 4    | 8           | 1          |   |   |   |   |    |   |   |   |
| J. Hopp         | 30            | 0             | 6             | 0             | 0                           | 0                           | 0                           | 0                           | 30       | 0    | 6           | 0          |   |   |   |   |    |   |   |   |
| M. Kienle       | 31            | 2             | 3             | 1             | 1                           | 0                           | 0                           | 0                           | 32       | 2    | 3           | 1          |   |   |   |   |    |   |   |   |
| A. Löbe         | 27            | 3             | 1             | 0             | 1                           | 0                           | 0                           | 0                           | 28       | 3    | 1           | 0          |   |   |   |   |    |   |   |   |
| M. Marin        | 29            | 13            | 5             | 1             | 1                           | 0                           | 0                           | 0                           | 30       | 13   | 5           | 1          |   |   |   |   |    |   |   |   |
| A. Nijhuis      | 16            | 2             | 2             | 0             | 1                           | 0                           | 0                           | 0                           | 17       | 2    | 2           | 0          |   |   |   |   |    |   |   |   |
| M. Osthoff      | 30            | 1             | 5             | 1             | 1                           | 0                           | 1                           | 0                           | 31       | 1    | 6           | 1          |   |   |   |   |    |   |   |   |
| M. Pieckenhagen | 11            | 0             | 0             | 0             | 0                           | 0                           | 0                           | 0                           | 11       | 0    | 0           | 0          |   |   |   |   |    |   |   |   |
| T. Puschmann    | 24            | 2             | 3             | 0             | 1                           | 0                           | 1                           | 0                           | 25       | 2    | 4           | 0          |   |   |   |   |    |   |   |   |
| M. Reiter       | 10            | 0             | 3             | 0             | 0                           | 0                           | 0                           | 0                           | 10       | 0    | 3           | 0          |   |   |   |   |    |   |   |   |
| B. Salou        | 33            | 8             | 6             | 0             | 1                           | 0                           | 0                           | 0                           | 34       | 8    | 6           | 0          |   |   |   |   |    |   |   |   |
| F. Schmidt      | 17            | 1             | 4             | 0             | 1                           | 0                           | 0                           | 0                           | 18       | 1    | 4           | 0          |   |   |   |   |    |   |   |   |
| R. Schütterle   | 31            | 5             | 5             | 0             | 1                           | 0                           | 0                           | 0                           | 32       | 5    | 5           | 0          |   |   |   |   |    |   |   |   |
| F. Steininger   | 0             | 0             | 0             | 0             | 0                           | 0                           | 0                           | 0                           | 0        | 0    | 0           | 0          |   |   |   |   |    |   |   |   |
| T. Vana         | 22            | 4             | 2             | 0             | 1                           | 0                           | 0                           | 0                           | 23       | 4    | 2           | 0          |   |   |   |   |    |   |   |   |
| O. Westerbeek   | 16            | 1             | 3             | 0             | 0                           | 0                           | 0                           | 0                           | 16       | 1    | 3           | 0          |   |   |   |   |    |   |   |   |
| T. Wohlert      | 32            | 2             | 10            | 0             | 1                           | 0                           | 1                           | 0                           | 33       | 2    | 11          | 0          |   |   |   |   |    |   |   |   |